# Araçás
Araçás é um município brasileiro do estado da Bahia. Sua população estimada em 2024 pelo IBGE era de 11 946 habitantes. Está localizado na mesorregião demográfica do nordeste no estado da Bahia entre os municípios de Pojuca, Catu, Alagoinhas, Itanagra e Entre Rios.
Araçás está na 297ª posição dentre os municípios mais populosos da Bahia.
Em 31 de janeiro, se comemora o aniversário da cidade, e no dia 25 de dezembro se comemora a Festa do Padroeiro Senhor Deus Menino.

## História
Habitualmente a história de Araçá é equivocada com a história de Alagoinhas.
Araçá era uma fazenda  que pertencia ao Capitão Manoel Dantas Novaes. A fazenda ficava próxima ao povoado de Aranha, que era ligada à Subaúma por uma estrada no período imperial. 
Por conta de uma epidemia o povoado de Aranha obteve um grande número de óbitos levando os moradores a buscar uma área com terreno arenoso para fazer um cemitério, visto que o solo do povoado tinha aspecto pedregoso.
Como ato de caridade o Capitão Manoel Dantas Novaes doou cem tarefas de terras para a construção de uma capelinha e do cemitério na fazenda Araçá, levando em consideração que seu primo João Barbosa Novaes era padre e durante sua vida o local era a paróquia de Senhor Deus Menino dos Araçás (atual padroeiro do município). Após a morte do proprietário da fazenda, Araçás voltou a pertencer à paróquia da freguesia de Alagoinhas.
O capitão autorizou em vida que os residentes do entorno construíssem ranchos nas terras de Araçá para realizassem os rituais da Igreja Católica.
O município se desenvolveu  a partir de dois barracões onde as feiras eram realizadas, ao redor deles foram construídas mercearias e uma casa paroquial em forma de sobrado (moradia do padre João Barbosa Novaes).

## Geografia
Com uma área de 487,1 km², suas coordenadas geográficas são -12º12’40” latitude sul e 38º12’09” longitude oeste, a altitude em metros é 145 e o município se encontra á 102 km da capital baiana Salvador.
O solo se classifica em Alissolos, Latossolos e Vertissolos e é possível encontrar areia e argila nas ocorrências minerais, a geomorfologia presente é Tabuleiros do Recôncavo.

### Clima
O clima é úmido com e a temperatura média anual é 24,6 Cº, os períodos de chuva ocorrem nos meses de fevereiro à outubro. O registro de pluviosidade anual é 1831,1mm.

### Vegetação
Tipo de vegetação encontrada: Floresta Ombrófila Densa e Contato Cerrado-Floresta Ombrófila 

### Hidrografia
Araçás faz parte das Bacias do Recôncavo Norte e tem como principais rios: Rio Sauípe, Rio das Piabas, Rio Quiricó Grande e Rio Muçum 

## Demografia

### População
Em 2010  a população do município era de 11 561, no mesmo ano a cidade teve uma estimativa de densidade populacional de 23,73 habitantes por quilômetro quadrado.

### Religião
Em 2010 a maior parte da população se identificava como católica sendo 9.072 habitantes católicos, 1.072 habitantes evangélicos e apenas 12 habitantes que se consideram espíritas.

## Legislação
O município foi criado primeiro como distrito de Araçás, através da lei provincial nº 1239, de 21 de junho de 1872, subordinado a vila de Alagoinhas. Em divisão administrativa referente ao ano de 1911, o distrito de Araçás ainda está associado ao município de Alagoinhas.
O município foi desmembrado e elevado a município pela Lei Estadual nº 4.849, datada de 24 de fevereiro de 1989 e publicada em 25 e 26 de fevereiro do mesmo ano.
O atual prefeito da cidade é Agamenon Oliveira Coelho (DEM) que foi eleito no ano de 2021 e seu mandado tem previsão de termino no ano de 2024.

## Economia
No ano de 2015 o percentual das receitas oriundas de fontes externas foi de 79,9%; no ano de 2017 o total de receitas realizadas foram R$42.985,07 e o de despesas empenhadas foram R$39.520,18 
De acordo com dados do IBGE o PIB per capita da região no ano de 2020 foi de R$ 16.898,14.

### Trabalho e Rendimento
No ano de 2008 os setores que mais empregavam a população foram: Indústria de transformação; construção civil; comércio; serviços; administração pública; agropecuária, extrativa vegetal, caça e pesca.
O salário mensal dos trabalhadores no ano de 2020 foi de 1,4 salários mínimos e a quantidade de pessoas que estavam trabalhando nesse mesmo ano foram 1.406 pessoas, um total de 11,5% da população.

## Infraestrutura

### Educação
No ano de 2010 a taxa de escolaridade entre as idades de 6 – 14 anos era de 98,1%.
O município possui 16 escolas de ensino fundamental que tem 1.877 alunos matriculados e 148 docentes e apenas 1 escola de ensino médio com 572 alunos matriculados e 17 docentes.

### Saúde
O município tem apenas uma unidade hospitalar do SUS existente desde o ano de 2006.
No ano de 2008 o número de óbitos totaliza em 59 pelas seguintes causas: Algumas afecções originadas no período perinatal; Algumas doenças infecciosas e parasitárias; Causas externas de morbidade e mortalidade Doenças do aparelho circulatório; Doenças do aparelho digestivo; Doenças do aparelho geniturinário; Doenças do aparelho respiratório; Doenças endócrinas, nutricionais e metabólicas; Neoplasias (tumores); Sintomas, sinais e achados anormais de exames clínicos e de laboratório não classificados em outro item (Causas mal definidas).
No ano de 2020 a taxa de mortalidade infantil média na cidade era de 13.25 para 1.000 nascidos vivos .

### Transporte
No ano de 2008 foram registrados 346 automóveis dentre os quais:caminhões, caminhonetas, micro-ônibus, motos, ônibus e outros.